# 天喔国际
天喔国际又稱天喔集團（港交所除牌前：1219），是中國食品公司，總部位於上海市松江區，成立於1999年，旗下品牌有天喔、很牛、Q猪、i鸭、盐津铺子等。該公司以天喔蜜饯、炒货系列产品起家。
2013年，天喔集團推出蜂蜜柚子茶。同年9月17日，公司在香港交易所上市，發行5億股新股，招股價3至3.15港元，集資最多15.75億港元。在推出蜂蜜柚子茶之后，天喔国际再没有推出一款成功的商品，同時再加上喜茶、一点点等奶茶店的冲击，天喔国际的净利润在2016年急转下滑。2018年5月，天喔国际董事长林建华因经济问题被带走接受调查，之後天喔国际又有8名高管离职。此後天喔国际在港交所停牌。天喔的工厂同時因為没有钱买原料而无法正常生产，对于供应商的供货经常不及时，影響了天喔国际產品的銷售。而在2020年年初，公司旗下产品天喔蜂蜜柚子茶、开心果、猪肉铺、果味即饮茶在北京各大商超及便利店均已難尋蹤跡，其线上销售也出现缩水情况。2020年11月17日，天喔国际從港交所退市。

## 外部連結
- 官方网站